# 卡斯特爾·塞曼亞
莫克加迪·卡斯特爾·塞曼亞OIB（英語：Order_of_Ikhamanga，1991年1月7日—），是曾于800米赛跑中获得两枚奥运会金牌与三次世界田径锦标赛的南非女子中長跑運動員。她首先于2009年世界田径锦标赛中赢得金牌，然后先后于2016年奥运会和2017年世界田徑錦標賽获得金牌，亦于2017年在1500米賽跑中获铜牌。在玛利亚·萨维诺娃因兴奋剂被取消资格后，她获得2011年世界田徑錦標賽和2012年奥运会金牌。
塞曼亚是间性人女性，于出生时被指定为女性，具有XY染色体和天然升高的睾酮水平。
她于2009年在世界田径锦标赛上获得冠军后被要求进行性别验证，并在次年被允许继续比赛。
于2019年，新的世界田径规则开始生效，导致像塞曼亚一样的女性无法继续在女子组别中参加400米、800米和1500米賽跑，除非服用药物以抑制睾酮水平。2021年，她就这些限制向欧洲人权法院提出上诉。

## 國際大型運動賽會
| 年   | 賽事                     | 舉辦城市               | 名次  | 項目              | 記錄                                 |
| ---- | ------------------------ | ---------------------- | ----- | ----------------- | ------------------------------------ |
| 2008 | 世界青年田徑錦標賽       | 波蘭比德哥什奇         | 7h4   | 800公尺           | 2分11.98秒                           |
| 2008 | Commonwealth Youth Games | 印度馬哈拉什特拉邦浦納 | 金牌  | 800公尺           | 2分04.23秒（大英國協青年運動會紀錄） |
| 2009 | 非洲青年田徑錦標賽       | 模里西斯班布斯         | 金牌  | 800公尺           | 1分56.72秒（非洲青年田徑錦標賽紀錄） |
| 2009 | 非洲青年田徑錦標賽       | 模里西斯班布斯         | 金牌  | 1500公尺          | 4分08.01秒（非洲青年田徑錦標賽紀錄） |
| 2009 | 非洲青年田徑錦標賽       | 模里西斯班布斯         | 銅牌  | 4×100公尺接力     | 48.73秒                              |
| 2009 | 世界田徑錦標賽           | 德国柏林               | 金牌  | 800公尺           | 1分55.45秒                           |
| 2011 | 世界田徑錦標賽           | 大邱廣域市             | 金牌  | 800公尺           | 1分56.35秒                           |
| 2012 | 夏季奧林匹克運動會       | 英国 英格兰倫敦        | 金牌  | 800公尺           | 1分57.23秒                           |
| 2015 | 世界田徑錦標賽           | 中国北京市             | 8sf1  | 800公尺           | 2分03.18秒                           |
| 2015 | 非洲運動會               | 刚果共和国布拉薩市     | 金牌  | 800公尺           | 2分00.97秒（非洲運動會紀錄）         |
| 2015 | 非洲運動會               | 刚果共和国布拉薩市     | 第8名 | 1500公尺          | 4分23.00秒                           |
| 2016 | 非洲田徑錦標賽           | 南非德爾班             | 金牌  | 1500公尺          | 4分01.99秒（非洲田徑錦標賽紀錄）     |
| 2016 | 非洲田徑錦標賽           | 南非德爾班             | 金牌  | 800公尺           | 1分58.20秒                           |
| 2016 | 非洲田徑錦標賽           | 南非德爾班             | 金牌  | 4×400公尺接力     | 3分28.49秒（全國紀錄）               |
| 2016 | 夏季奧林匹克運動會       | 巴西里約熱內盧         | 金牌  | 800公尺           | 1分55.28秒                           |
| 2017 | 世界田徑錦標賽           | 英国 英格兰倫敦        | 銅牌  | 1500公尺          | 4分02.90秒                           |
| 2017 | 世界田徑錦標賽           | 英国 英格兰倫敦        | 金牌  | 800公尺           | 1分55.16秒                           |
| 2018 | Commonwealth Games       | 昆士蘭州黃金海岸       | 金牌  | 1500公尺          | 4分00.71秒（大英國協運動會紀錄）     |
| 2018 | Commonwealth Games       | 昆士蘭州黃金海岸       | 金牌  | 800公尺           | 1分56.68秒（大英國協運動會紀錄）     |
| 2018 | 非洲田徑錦標賽           | 奈及利亞阿薩巴         | 金牌  | 400公尺           | 49.96秒                              |
| 2018 | 非洲田徑錦標賽           | 奈及利亞阿薩巴         | 金牌  | 800公尺           | 1分56.06秒（非洲田徑錦標賽紀錄）     |
| 2018 | IAAF Continental Cup     | 捷克奧斯特拉瓦         | 銀牌  | 400公尺           | 49.62秒（全國紀錄）                  |
| 2018 | IAAF Continental Cup     | 捷克奧斯特拉瓦         | 金牌  | 800公尺           | 1分54.77秒                           |
| 2018 | IAAF Continental Cup     | 捷克奧斯特拉瓦         | 銀牌  | 混合4×400公尺接力 | 3分16.19秒                           |
| 2022 | 非洲田徑錦標賽           | 模里西斯路易士港       | 第6名 | 5000公尺          | 16分03.24秒                          |

## 外部連結
- 卡斯特爾·塞曼亞在国际奥林匹克委员会的资料
- 卡斯特爾·塞曼亞在的頁面
- 卡斯特爾·塞曼亞的X（前Twitter）
- 卡斯特爾·塞曼亞的Instagram帳戶